# Elizabeth Hawthorne
Elizabeth Hawthorne (Christchurch, 30 aprile 1947) è un'attrice neozelandese di cinema, teatro e televisione. Ha fatto parte del cast del film del 2005 Le cronache di Narnia - Il leone, la strega e l'armadio interpretando il ruolo di Mrs. Macready.

## Biografia
Nel 1996 ha recitato con Peter Jackson nella commedia horror Sospesi nel tempo ed è stata il giudice Harriet Caldwell nel film per la televisione del 2004 Raising Waylon.
Sposata con l'attore Raymond Hawthorne, è madre delle attrici Sophia ed Emmeline Hawthorne.

## Filmografia parziale

### Cinema
- Hot Target, regia di Dennis C. Lewiston (1985)
- Alex, regia di Megan Simpson Huberman (1992)
- L'ultimo tatuaggio (The Last Tattoo), regia di John Reid (1994)
- Sospesi nel tempo (The Frighteners), regia di Peter Jackson (1996)
- Nessuno può sentirti (No One Can Hear You), regia di John Laing (2001)
- Le cronache di Narnia - Il leone, la strega e l'armadio (The Chronicles of Narnia: The Lion, the Witch and the Wardrobe), regia di Andrew Adamson (2005)
- 30 giorni di buio (30 Days of Night), regia di David Slade (2007)
- Underworld - La ribellione dei Lycans (Underworld: Rise of the Lycans), regia di Patrick Tatopoulos (2009)
- White Lies, regia di Dana Rotberg (2013)
- La luce sugli oceani (The Light Between Oceans), regia di Derek Cianfrance (2016)
- Resta con me (Adrift), regia di Baltasar Kormákur (2018)
- Macchine mortali (Mortal Engines), regia di Christian Rivers (2018) - non accreditata

### Televisione
- Con l'acqua alla gola, regia di Christian Duguay - film TV (1993)
- The Tommyknockers - Le creature del buio (The Tommyknockers) - miniserie TV, 2 episodi (1993)
- Hercules e il regno perduto (Hercules and the Lost Kingdom), regia di Harley Cokeliss - film TV (1994)
- Shortland Street - serie TV (1995-1996)
- Hercules - serie TV, 6 episodi (1995-1999)
- Young Hercules - serie TV, 4 episodi (1998-1999)
- Xena - Principessa guerriera (Xena: Warrior Princess) - serie TV, 1 episodio (2001)
- Mercy Peack - serie TV, 1 episodio (2001)
- Raising Waylon - special TV (2004)
- Burying Brian - serie TV, 4 episodi (2008)
- La spada della verità (Legend of the Seeker) - serie TV, 3 episodi (2010)
- Outrageous Fortune - Crimini di famiglia (Outrageous)- serie TV, 30 episodi (2007-2010)
- Nothing Trivial - serie TV, 8 episodi (2011-2014)
- 800 Words - serie TV, 6 episodi (2015-2018)
- Power Rangers Dino Charge - serie TV, 1 episodio (2016)
- Filthy Rich - serie TV, 33 episodi (2016-2017)

### Cortometraggi
- The Beach, regia di Dorthe Scheffmann (1996)
- The Bar, regia di Dorthe Scheffmann (1997)
- Picnic Stops, regia di Kristin Marcon (2004)
- Be Careful..., regia di Alan Brash (2010)
- Amadi, regia di Zia Mandviwalla (2010)
- Daniel, regia di Claire Van Beek (2019)

### Doppiatrice
- Cleopatra 2525 - serie TV, 27 episodi (2000-2001)
- Le cronache di Narnia - Il leone la strega e l'armadio (2005) - videogioco

## Riconoscimenti
Per la sua attività di attrice teatrale, Hawthorne ha ricevuto l'onorificenza dell'Ordine al merito della Nuova Zelanda in occasione del Queen's Birthday Honours 2001.